# Oceanisch kampioenschap voetbal onder 16 - 1986
Het Oceanisch kampioenschap voetbal onder 16 van  was de 2e editie van het Oceanisch kampioenschap voetbal onder 16, een toernooi voor nationale ploegen van landen uit Oceanië. De spelers die deelnemen zijn onder de 16 jaar. Er namen vijf landen deel aan dit toernooi dat van 7 december tot en met 14 december in Taiwan werd gespeeld. Australië werd winnaar van het toernooi.
Dit toernooi diende tevens als kwalificatietoernooi voor het wereldkampioenschap voetbal onder 16 van 1987, dat van 12 juli tot en met 25 juli in Canada werd gespeeld. De winnaar van dit toernooi plaatste zich, dat Australië.

## Stadions
De wedstrijden werden gespeeld in het Chungchengstadion, dat staat in Kaohsiung, Taiwan.

## Eindstand
| Pos. | Land                | GW | W | G | V | DV | DT | +/− | Ptn. |
| ---- | ------------------- | -- | - | - | - | -- | -- | --- | ---- |
| 1    | Australië           | 4  | 3 | 0 | 1 | 10 | 1  | +9  | 6    |
| 2    | Nieuw-Zeeland       | 4  | 2 | 2 | 0 | 3  | 1  | +2  | 6    |
| 3    | Chinees Taipei      | 4  | 2 | 0 | 2 | 5  | 6  | –1  | 4    |
| 4    | Papoea-Nieuw-Guinea | 4  | 0 | 2 | 2 | 1  | 4  | –4  | 2    |
| 5    | Fiji                | 4  | 0 | 2 | 2 | 2  | 8  | –6  | 2    |

## Wedstrijden
|                 |                                                |     |                     |                                                                   |
| 7 december 1986 | Australië                                      | 3–0 | Papoea-Nieuw-Guinea | Chungchengstadion, Kaohsiung Scheidsrechter: Chen Ming-Chiu (TPE) |
| 7 december 1986 | Steve Dimoudis 12' John Christopoulos 42', 51' |     |                     | Chungchengstadion, Kaohsiung Scheidsrechter: Chen Ming-Chiu (TPE) |

|                 |                |                 |               |                              |
| 7 december 1986 | Chinees Taipei | 0–1             | Nieuw-Zeeland | Chungchengstadion, Kaohsiung |
| 7 december 1986 |                | Anton Musin 59' |               | Chungchengstadion, Kaohsiung |

|                 |      |                                                       |           |                                                               |
| 8 december 1986 | Fiji | 0–4                                                   | Australië | Chungchengstadion, Kaohsiung Scheidsrechter: Chow Yi-Fa (TPE) |
| 8 december 1986 |      | Steve Brown 29' Paul Rago 56' Steve Dimoudis 58', 74' |           | Chungchengstadion, Kaohsiung Scheidsrechter: Chow Yi-Fa (TPE) |

|                 |               |     |                     |                              |
| 8 december 1986 | Nieuw-Zeeland | 0–0 | Papoea-Nieuw-Guinea | Chungchengstadion, Kaohsiung |
| 8 december 1986 |               |     |                     | Chungchengstadion, Kaohsiung |

|                  |      |     |                     |                              |
| 10 december 1986 | Fiji | 0–0 | Papoea-Nieuw-Guinea | Chungchengstadion, Kaohsiung |
| 10 december 1986 |      |     |                     | Chungchengstadion, Kaohsiung |

|                  |                |                                              |           |                                                                   |
| 10 december 1986 | Chinees Taipei | 0–3                                          | Australië | Chungchengstadion, Kaohsiung Scheidsrechter: Mahendra Singh (FIJ) |
| 10 december 1986 |                | Steve Dimoudis 20', 29' (pen.) Paul Rago 76' |           | Chungchengstadion, Kaohsiung Scheidsrechter: Mahendra Singh (FIJ) |

|                  |      |     |                  |                              |
| 12 december 1986 | Fiji | 1–1 | Nieuw-Zeeland    | Chungchengstadion, Kaohsiung |
| 12 december 1986 | Goal |     | "Fangmaki" e.d.' | Chungchengstadion, Kaohsiung |

|                  |                   |     |                     |                              |
| 12 december 1986 | Chinees Taipei    | 2–1 | Papoea-Nieuw-Guinea | Chungchengstadion, Kaohsiung |
| 12 december 1986 | Hu Jui-Yuan 34' ? |     | e.d.'               | Chungchengstadion, Kaohsiung |

|                  |                                                |     |               |                              |
| 14 december 1986 | Chinees Taipei                                 | 3–1 | Fiji          | Chungchengstadion, Kaohsiung |
| 14 december 1986 | Hu Jui-Yuan 26' Wu Chun-I 42' Lin Ming-Tai 48' |     | "Shakuwa" 76' | Chungchengstadion, Kaohsiung |

|                  |           |                  |               |                                                               |
| 14 december 1986 | Australië | 0–1              | Nieuw-Zeeland | Chungchengstadion, Kaohsiung Scheidsrechter: Chow Yi-Fa (TPE) |
| 14 december 1986 |           | Craig Ashton 56' |               | Chungchengstadion, Kaohsiung Scheidsrechter: Chow Yi-Fa (TPE) |